# Medaile Za hrdinství (Izrael)
Medaile Za hrdinství (hebrejsky: עיטור הגבורה, Itur ha-Gvura) je nejvyšší izraelské vojenské vyznamenání. Medaile byla ustanovena Knesetem v roce 1970 a byla rovněž udílena za hrdinské činy před tímto rokem.
Nositele medaile získali nejrůznější výhody, jako například snížení daní a pozvání na oficiální státní ceremonie. Jsou označováni jako „Hrdinové Izraele“.
K dnešnímu dni bylo uděleno celkem 40 medailí: 12 během války za nezávislost, 5 během Sinajské války, 12 během šestidenní války, 8 během jomkipurské války a 3 během jiných příležitostí. Prvních dvanáct nositelů bylo rovněž dekorováno jako Hrdinové Izraele.

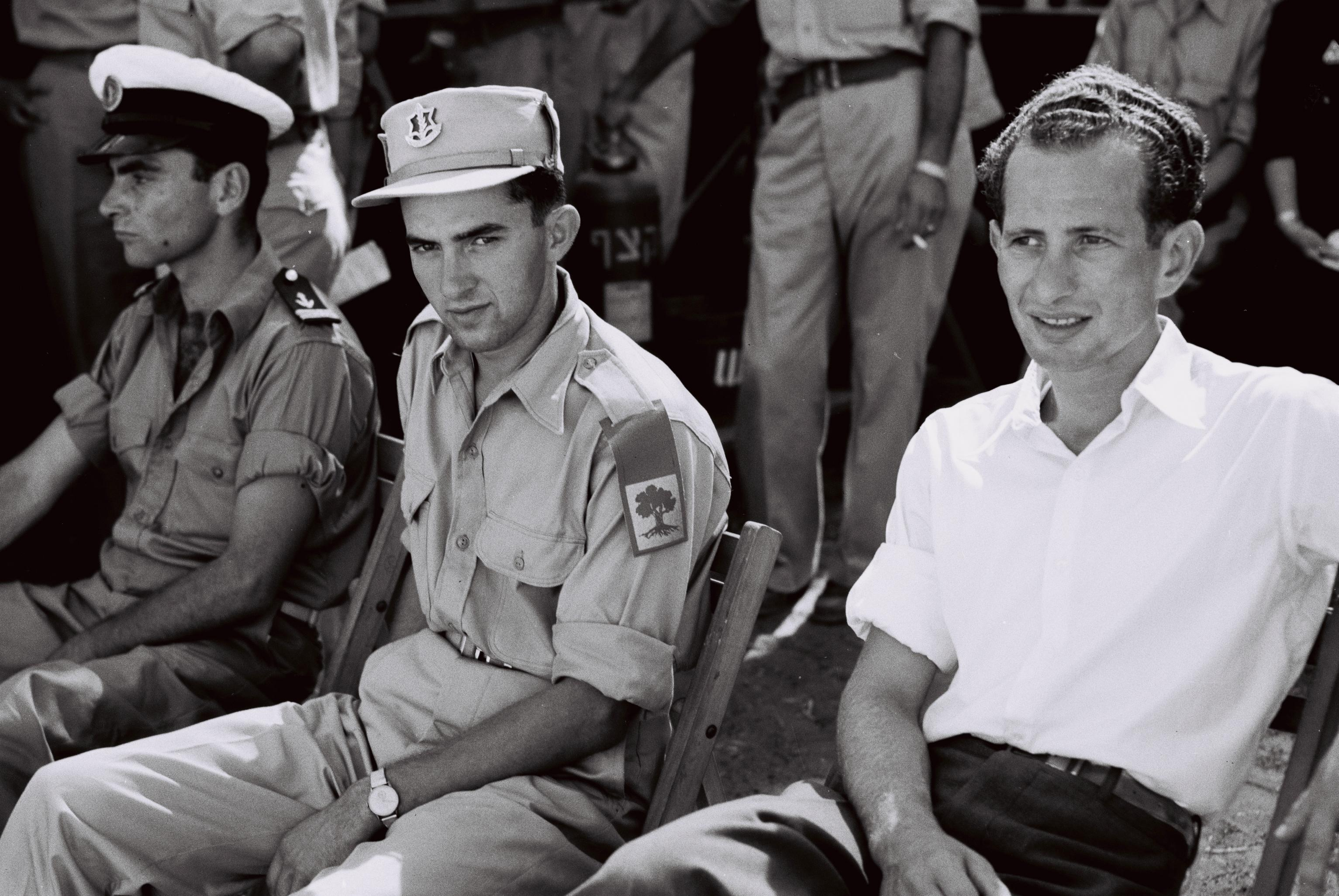
Tři nositelé medaile Za hrdinství, zleva: Jochaj Ben Nun, Arje Acmoni a Emil Brig

## Vzhled
Vzhled medaile byl navržen Danem Reisingerem a samotná medaile má tvar Davidovy hvězdy (hebrejsky: Magen David). Levou část přední strany zdobí meč a olivová ratolest, zatímco zadní část je hladká. Medaile je připevněna ke žlutému pásku, který je připomínkou žluté Davidovy hvězdy, kterou byli Židé nuceni nosit během holocaustu.
Medaili razí izraelská vládní korporace pro mince a medaile (anglicky: Israel Government Coins and Medals Corporation. Je vyrobena z 25 gramů stříbra/935 a spona je pochromovaná.

## Nositelé
| jméno              | hodnost           | konflikt             | místo akce          | datum akce                    | důvod pro udělení medaile                                                               |
| ------------------ | ----------------- | -------------------- | ------------------- | ----------------------------- | --------------------------------------------------------------------------------------- |
| Jair Racheli       | vojín             | válka za nezávislost | poblíž Šfar'amu     | 19. leden 1948                | Zničení nepřátelských pozic.                                                            |
| Emmanuel Landau    | vojín             | válka za nezávislost | Kirjat Mockin       | 17. března 1948               | Zajetí nepřátelského zásobovacího nákladního auta.                                      |
| Abraham Avigdorov  | vojín             | válka za nezávislost | Kirjat Mockin       | 17. března 1948               | Zničení dvou nepřátelských pozic kulometů Bren.                                         |
| Zerubavel Horowitz | podporučík        | válka za nezávislost | cesta do Jeruzaléma | 27. března 1948               | Krytí ústupu svých vojáků pod nepřátelským útokem.                                      |
| Jichar Armoni      | vojín             | válka za nezávislost | Nabi Juša           | 20. dubna 1948                | Krytí ústupu svých vojáků a evakuace zraněných vojáků.                                  |
| Emil Brig          | seržant           | válka za nezávislost | oblast kibucu Gešer | 14. května 1948               | Zničení mostu a tím pádem zabránění postupu nepřítele.                                  |
| Cvi Zibel          | letec             | válka za nezávislost | Ben Šemen           | 25. června 1948               | Dodání zásob obleženému Ben Šemenu pod těžkou nepřátelskou palbou.                      |
| Ben Cijon Leitner  | vojín první třídy | válka za nezávislost | irácký Suedan       | 19. října 1948                | Zničení nepřátelských bunkrů.                                                           |
| Ron Feller         | seržant           | válka za nezávislost | Kartija             | 19. července 1948             | Zničení nepřátelského tanku.                                                            |
| Jochaj Ben Nun     | kapitán           | válka za nezávislost | Středozemní moře    | 22. října 1948                | Potopení vlajkové lodě Egyptského námořnictva.                                          |
| Siman Tov Gane     | vojín             | válka za nezávislost | irácký Suedan       | 19. listopadu 1948            | Krytí ústupu svých vojáků.                                                              |
| Arje Acmoni        | vrchní rotmistr   | válka za nezávislost | Rafáh               | 4. listopadu 1948             | Zachránění děla z nepřátelských rukou.                                                  |
| Ja'akov Mizrachi   | vojín             |                      | Kuntila             | 28. října 1955                | Projevení velké chrabrosti při napadení nepřítelem.                                     |
| Pinchas Noj        | poručík           |                      | Kalkílija           | 10. října 1956                | Napadení nepřátelských pozic a zabití devíti ozbrojených vojáků.                        |
| Uzi Bar Zur        | desátník          | Sinajská válka       | Sinaj               | 26. října – 5. listopadu 1956 | Záchrana zraněných vojáků pod palbou.                                                   |
| Dan Ziv            | podporučík        | Sinajská válka       | Sinaj               | 1. listopadu 1956             | Záchrana zraněných vojáků pod palbou.                                                   |
| Jehuda Ken Dror    | vojín             | Sinajská válka       | Sinaj               | 1. listopadu 1956             | Lokalizace nepřátelských pozic pod palbou.                                              |
| Šlomo Nicani       | seržant           | Sinajská válka       | Sinaj               | 26. října – 5. listopadu 1956 | Záchrana zraněných vojáků a zničení nepřátelských pozic pod těžkou nepřátelskou palbou. |
| Cvi Ofer           | major             |                      | Nukajiv             | 16. března 1962               | Napadení nepřátelských pozic.                                                           |
| Moše Drimmer       | vojín             | šestidenní válka     | Golanské výšiny     | 9. června 1967                | Krytí ústupu svých vojáků.                                                              |
| Daniel Wordon      | kapitán           | šestidenní válka     | al-Ariš             | 7. června 1967                | Krytí záchrany raněných vojáků.                                                         |
| Uri Weisler        | poručík           | šestidenní válka     | Rafáh               | 5. června 1967                | Pokračování boje s nepřítelem poté co byl zraněn.                                       |
| Šaul Vardi         | seržant           | šestidenní válka     | Golanské výšiny     | 9. června 1967                | Pokračování boje s nepřítelem poté co byl zraněn.                                       |
| Moše Tal           | poručík           | šestidenní válka     | Pásmo Gazy          | 5. června 1967                | Velení jednotce polopásových transportérů-                                              |
| Josef Lapper       | seržant           | šestidenní válka     | Chán Junis          | 5. června 1967                | Bojoval osm hodin s nepřítelem sám s jediným tankem.                                    |
| Ejtan Neve         | vojín             | šestidenní válka     | Jeruzalém           | 6. června 1967                | Krytí svých sil během bitvy o Ammunition Hill                                           |
| Beni Inbar         | rotný             | šestidenní válka     | Rafáh               | 5. června 1967                | Zničení osmi tanků.                                                                     |
| Mordechaj Friedman | poručík           | šestidenní válka     | Jeruzalém           | 6. června 1967                | Zničení nepřátelských pozic.                                                            |
| Gad Refen          | poručík           | šestidenní válka     | Západní břeh        | 6. června 1967                | Velení při dobytí nepřátelských pozic poblíž Dženínu                                    |
| David Širazi       | vojín             | šestidenní válka     | Golanské výšiny     | 9. června 1967                | Napadení nepřátelských pozic.                                                           |
| Natanel Horovitz   | poručík           | šestidenní válka     | Golanské výšiny     | 9. června 1967                | Napadení nepřátelských pozic.                                                           |
| Ami Ajalon         | poručík           | opotřebovací válka   | Green Island        | 19. července 1969             | Hrdinský výkon během operace Bulmus 6                                                   |
| Oded Amir          | kapitán           | jomkipurská válka    | Port Said           | 6.-24. října 1973             | Velení sil, které zničily tři nepřátelské lodě v přístavu Port Said                     |
| Gideon Giladi      | major             | jomkipurská válka    | Egypt               | 15. října 1973                | Velení tankové bitvy.                                                                   |
| Cvika Greengold    | kapitán           | jomkipurská válka    | Golanské výšiny     | 6. října 1973                 | Zastavení postupu nepřátelských tanků                                                   |
| Moše Levi          | seržant           | jomkipurská válka    | Sinaj               | 15. října 1973                | Zničení nepřátelských pozic.                                                            |
| Juval Neria        | kapitán           | jomkipurská válka    | Sinaj               | 6.-18. října 1973             | Výjimečný výkon během několika tankových bitev.                                         |
| Šlomo Arman        | podporučík        | jomkipurská válka    | Sinaj               | 6.-8. října 1973              | Výjimečný výkon během několika tankových bitev.                                         |
| Asa Kadmoni        | major             | jomkipurská válka    | Sinaj               | 17. října 1973                | Boj v obklíčení s velkou nepřátelskou přesilou.                                         |
| Avigdor Kahalani   | podplukovník      | jomkipurská válka    | Golanské výšiny     | 9. října 1973                 | Výjimečný výkon během několika tankových bitev.                                         |